# (28540) 2000 EC4
2000 إي سي 4 (ويعرف أيضًا باسم (28540) 2000 إي سي 4 وفق تسمية الكوكب الصغير) (بالإنجليزية: 2000 EC4)‏ هو كويكب ضمن حزام الكويكبات؛ وترتيبه 28540 من حيث الاكتشاف.
اكتُشف هذا الجُرم الفلكي بواسطة جون بروفتون في 4 مارس 2000.

## وصلات خارجية
- (28540) 2000 EC4 في قاعدة بيانات مختبر الدفع النفاث لأجرام النظام الشمسي الصغيرة

- الاكتشاف · مخطط المدار ·  العناصر المدارية · المعلمات المادية

- (28540) 2000 EC4 على موقع ويكي سكاي: DSS2, SDSS, GALEX, IRAS, Hydrogen α, X-Ray, Astrophoto, Sky Map, Articles and images